# الست علیا
الست علیا، روستایی در دهستان صفی‌آباد بخش مرکزی شهرستان بام و صفی‌آباد در استان خراسان شمالی ایران است. این روستا، مرکز دهستان صفی‌آباد است.

## جمعیت
بر پایه سرشماری عمومی نفوس و مسکن در سال ۱۳۹۵، جمعیت این روستا برابر با ۵۵۹ نفر (۱۷۵ خانوار) بوده‌است.
اکثریت جمعیت این روستا را مردمان کرد تشکیل میدهند و به زبان های کردی کرمانجی و ترکی تکلم می‌کنند 